# Псаила, Натали
Натали Псаила — мальтийский врач и защитница права на аборт. Она соучредительница мальтийской неправительственной организации Doctors for Choice.

## Карьера
Псаила — специалистка по семейной медицине.
Псаила опубликовала книгу для подростков о репродуктивном здоровье под названием «Фантастическое путешествие моего тела».

## Активизм
Псаила выступает за смягчение строгих мальтийских законов об абортах, а также за улучшение доступа к противозачаточным средствам. За свою работу она получала жестокие сообщения и смертельные угрозы. Псаила и её коллеги из организации «Врачи за выбор» заявили, что они увидели весьма ограниченную реакцию со стороны властей, когда они сообщали об этих инцидентах.
В 2019 году Псаила стала соосновательницей компании Doctors for Choice.
В конце июня 2023 года Псаила и другой врач, Изабель Стабиле, открыли горячую линию для женщин, желающих сделать аборт. Горячая линия помогает пациенткам обсудить потенциальные варианты зарубежом и оказывает поддержку тем, кто решил вызвать аборт с помощью лекарств.

## Признание
В 2023 году Псаила была включена в список 100 женщин Би-би-си, став первой мальтийкой, удостоенной этой чести.